# Dix-neuf Poèmes anciens
Les Dix-neuf Poèmes anciens (en chinois traditionnel 古詩十九首, en chinois simplifié 古詩十九首, en pinyin Gǔshī Shíjiǔ Shǒu) sont une anthologie de poèmes populaires chinois de la dynastie Han. La plupart sont anonymes. Ce sont des classiques de la poésie chinoise. Extrêmement connus et abondamment commentés en Chine, ils restent encore très peu connus en Occident au début du XXIe siècle, malgré les nombreuses traductions dont ils ont fait l'objet.

## Auteur et date de composition
Les noms du ou des auteurs des Dix-neuf poèmes anciens sont inconnus, tout comme la date de leur composition et celle à laquelle ils ont été regroupés. On suppose qu'ils ont été écrits sous la dynastie Han, quelque part entre le IIIe siècle av. J.-C. et le début du IIIe siècle apr. J.-C. Dans son édition française aux Belles Lettres, Jean-Pierre Diény estime qu'ils n'ont pas été composés avant la fin du Ier siècle av. J.-C., probablement sous les Han orientaux, après les premiers développements des poèmes en pentamètres par les hommes de lettres Ban Gu et Zhang Heng.
Les Dix-neuf poèmes anciens ont été conservés dans l'anthologie Wen siuan compilée par le prince Xiao Tong au début du VIe siècle.

## Influences
On reconnaît dans les Dix-Neuf Poèmes anciens l'influence du Classique des vers, notamment des « Airs des pays » (Guo feng), mais aussi des Chants de Chu et des chansons populaires des Han (yuefu).

## Contenu
Les Dix-neuf poèmes anciens sont composés en pentasyllabes. Ils ont pour thèmes principaux la séparation entre les êtres aimés et la méditation sur la mort. Le style se caractérise par sa sobriété.